# Centropages bradyi
Centropages bradyi är en kräftdjursart som beskrevs av Wheeler 1900. Centropages bradyi ingår i släktet Centropages och familjen Centropagidae. Inga underarter finns listade i Catalogue of Life.